# Euxoa detesta
Euxoa detesta är en fjärilsart som beskrevs av Smith 1890. Euxoa detesta ingår i släktet Euxoa och familjen nattflyn. Inga underarter finns listade i Catalogue of Life.